# Partido Dominicano
Il Partido Dominicano fu il partito politico dominicano fondato dal dittatore Rafael Leónidas Trujillo, che resse con il pugno di ferro la Repubblica Dominicana dal 1930 fino al suo assassinio nel 1961.
Il partito esaltava i caratteri nazionali, fomentando un forte patriottismo, e rendendosi responsabile del genocidio della minoranza haitiana presente nella Repubblica Dominicana.
Il partito era anche strumentalizzato per nascondere la corruzione del governo di Trujillo, che contava un enorme tesoro privato depositato in sicurissime banche straniere.